# Tabanus subfemoralis
Tabanus subfemoralis är en tvåvingeart som beskrevs av Philip 1978. Tabanus subfemoralis ingår i släktet Tabanus och familjen bromsar. Inga underarter finns listade i Catalogue of Life.